# Maros Gábor
Maros Gábor, eredeti neve: Mayer Gábor (Budapest, 1947. szeptember 27. – Budapest, 2022. október 25.) magyar színművész, operaénekes.

## Életpályája
Középiskolát a fővárosi József Attila Gimnáziumban végezte. 1971-ben kapott színészi diplomát a Színház- és Filmművészeti Főiskolán. Karrierje a fővárosi Operettszínházban indult, ahol 1971–1973 között, valamint 1976–1981 között játszott. 1973–1976 között átszerződött a József Attila Színházhoz. 1981–1988 között a Magyar Állami Operaházban lépett fel. 1988-ban a kecskeméti Katona József Nemzeti Színház, 1989-ben a debreceni Csokonai Színház társulatának művésze lett. 1989-től szabadfoglalkozású. 1990–1993 között az amszterdami Concertgebouw-ban lépett fel. 1993–1995 között ausztráliai koncertturnén vett részt. 1995–1999 között a Soproni Petőfi Színház tagja, 2000–2002 között a Vidám Színpad tagja volt. 2003 után a Sziget Színház színésze volt. Rendezéssel is foglalkozott. 2006-ban karácsondi polgármester-jelölt volt.
Sokoldalú művészként prózai szerepei mellett a zenés műfajokban is otthonosan mozgott. Musicalek, operettek és operák tenor szereiben is láthatták a nézők. Nemzetközi turnéi során Bécsben, Münchenben, Zürichben, Amszterdamban, Sydney-ben, New Yorkban és Jeruzsálemben is fellépett.
Utolsó heteit kórházban töltötte, ahol elkapta a koronavírust, amelynek következtében elhunyt.

## Családja
Szülei: Mayer Imre és Lazay Gabriella. Testvérei: Imre András, Tibor. Felesége volt Bencze Ilona színésznő, akivel elváltak, és akitől született egy lánya, Gabriella. Második felesége Fekete Györgyi színésznő volt, közös lányuk: Fanni. Harmadik felesége Mária.

## Elismerések
- Pepita Különdíj (2012)

## Színpadi szerepei
- Móricz Zsigmond: Légy jó mindhalálig... Tök Marci
- Ortutay Gyula – Kazimir Károly: Kalevala
- Csurka István: Ki lesz a bálanya?... Juhász
- Max Frisch: Játék az életrajzzal... szereplő
- Hubay Miklós – Ránki György – Vas István: Egy szerelem három éjszakája... A fiatal katona
- Bródy Sándor: A medikus... Nagyfejeő
- Bertolt Brecht: Koldusopera... Leprás Mátyás
- Niccolò Machiavelli: Mandragóra... Kálmánffy Béla
- William Shakespeare: Romeo és Júlia... Benvolio
- William Shakespeare: Vízkereszt, vagy amit akartok... Sebastian
- William Shakespeare: Sok hűhó semmiért... Claudio
- William Shakespeare: Lóvátett lovagok... Bunkó
- William Shakespeare: A makrancos hölgy... Tranio
- Carlo Goldoni: Mirandolina, te drága... Forlipopoli
- Molière: Scapin furfangjai... Géronte
- Molière: Tartuffe... Valér
- Molière: Amphytryon... Argatiphontidas
- Dale Wasserman – Mitch Leigh: La Mancha lovagja... Sancho
- Nagybánkai-Táncz-Békés: A szüzesség acél-tüköre... József
- Schmidt: Fantasztikus... Matt
- Honoré de Balzac: Pajzán históriák avagy a művészet hatalma... Prókátor; Moncontour; Tábormester; Uraság
- Arisztophanész: Lüszisztraté... Karvezető férfi
- Antoine de Saint-Exupéry: A kis herceg... A király, A lámpagyújtogató; A részeges; A róka; A váltóőr
- Szirmai Albert – Bakonyi Károly – Gábor Andor: Mágnás Miska... Korláth Gida gróf; Mixi gróf
- Sólem Aléchem – Jerry Bock: Hegedűs a háztetőn... Mótel
- Victorien Sardou – Émile Moreau: Szókimondó asszonyság... Cop
- Georges Feydeau: Bolha a fülbe... Doktor Finache
- Eugène Labiche: Florentin kalap... Bobin
- O’Casey: Juno és a páva... Johnny
- Cole Porter: Csókolj meg, Katám!... Második gengszter
- Eduardo De Filippo: Szombat, vasárnap, hétfő... szereplő
- Eugene O’Neill: Vágy a szilfák alatt... Eben
- Leonyid Makszimovics Leonov: Hazatérés... Szerjózsa
- Konsztantyinov-Racer: Segítség, válunk!... Gracsov
- Ghelderode: Vörös mágia... Romulus
- Fazekas Mihály – Tolcsvay László: Lúdas Matyi... Matyi
- Szigligeti Ede: Liliomfi... Liliomfi
- Csiky Gergely: Buborékok... Róbert
- Csiky Gergely: Kaviár... Beregi Oszkár
- Szentes Regináld: András kovács királysága
- Kaló Flórián: Mai történet... Gabi
- Victor Máté: Villon és a többiek... Régnier
- Heltai Gáspár: Egy nemes emberről és az ördögről...Ispán
- Heltai Gáspár: Magyar Dekameron... Fejedelemfi
- Wolfgang Amadeus Mozart: Varázsfuvola... Monostatos
- Wolfgang Amadeus Mozart: Figaro házassága... Basilio
- Pjotr Iljics Csajkovszkij: Anyegin... Triquet
- Johann Strauss: A denevér... Orlovszky; Alfréd
- Johann Strauss: Straussiada
- Giacomo Puccini: Manon Lescaut... Táncmester
- Jacques Offenbach: Kékszakáll... Bobéche király
- Hervé: Nebáncsvirág... Floridor; Celestin
- George Gershwin: Porgy és Bess... Sporting Life
- John Kander – Fred Ebb – Joe Masteroff: Kabaré... Schulz úr
- Kodály Zoltán: Háry János... Ebelasztin lovag
- Kacsóh Pongrác: János vitéz... Kukorica Jancsi
- Farkas Ferenc: Vidróczki... Sisa Pista
- Eisemann Mihály: Én és a kisöcsém... Zolestyák
- Jacobi Viktor: Leányvásár... Fritz
- Kálmán Imre: Marica grófnő... Gróf Szapáry-Wittenberg Péter
- Kálmán Imre: Csárdáskirálynő... Edvin herceg; Bóni; Miska
- Franz Schubert – Berté Henrik: Három a kislány... Schubert
- Lehár Ferenc: Luxemburg grófja... Brissard
- Lehár-Jacobi-Kálmán-Szirmai-Fényes-Ábrahám: Gálaest
- Rátonyi Róbert: Operett kongresszus... Táncoskomikus
- Valér: Eljegyzés a kolostorban... Lopez
- Bozay Attila: Csongor és Tünde... Berreh
- Lestyán–Vaszary: Potyautas... Mr. Shell
- Heltai Jenő: Naftalin... Dr. Csapláros
- Heltai Jenő: A néma levente... Beppo
- Molnár Ferenc: Játék a kastélyban... Turai
- Molnár Ferenc: A hattyú... Caesar
- Karinthy Frigyes: Bűvös szék avagy ki az őrült a csárdában... Kállay; Jó tanuló; Mráz; Énektanár
- Németh László: Az áruló... István
- Vadnay László: A csúnya lány... Walter
- Müller Péter: Szomorú vasárnap... Seress Rezső
- Ödön von Horváth: Pollinger kisasszony és a férfiak... Eugen Reithofer; Kastner úr; Arthur Maria Lanchner; Harry Priegler; Fredy Wondruschka
- Hernádi Gyula: Mata Hari... Einstein Albert
- Hernádi Gyula: Lélekvándorlás... Ferenc József; Dr. Hollay Zoltán; Börtönigazgató; Lopez Rega
- Hernádi Gyula: V.N.H.M. (Szörnyek évadja)
- Hernádi Gyula: Drakula... Drakula B.
- Odze György: Lordok háza... Berkó Károly
- Bereményi Géza: Halmi vagy a tékozló fiú... Halmi
- Maros Gábor: "Fizetek főúr!"... Seress Rezső
- Gyuricza Klára: "Hol a színpad...?" Maros Gábor előadóestje
- Győrei-Schlachtovszky: Bolygó király... Radákovich Bódog
- Farkasházy-Földes-Gulyás-Hajós-Köves-Megyesi-Pataki-Putz-Szilágyi-Tóth-Verebes: Valami Magyarország...
- Sima Kristóf: A szerelemféltők Gyapai Márton, avagy: Feleségfél-tő gyáva lélek... Szemerei
- Szűts István: A kőszívű ember fiai... Pál úr
- Redstone: Veszélyes szeszélyek... George

## Színházi rendezései
- Kálmán Imre: Csárdáskirálynő (1995, 2006)
- Molnár Ferenc: Játék a kastélyban (1995)
- Kálmán Imre: Marica grófnő (1997, 2006)
- Az élet egy nagy csodálatos semmi (1999)
- Ruggero Leoncavallo: Bajazzók (2006)
- Dale Wassermann – Joe Darion – Mitch Leigh: Man of Lamancha (2006)
- Kacsóh Pongrác: János vitéz (2006)

## Filmjei

### Játékfimek
- Kitörés (1971) – Egyetemista
- Reménykedők (1971) – Kozma Gyula
- Lányarcok tükörben (1973) – Szabolcs
- Lúdas Matyi (1976) – Csikóslegény (hang)
- Szaffi (1984) – Puzzola (hang)

### Tévéfilmek, televíziós sorozatok
- A fekete Mercedes utasai (1973)
- A legnagyobb szemtelenség! (1973) – Zoli 17 évesen
- A professzor a frontra megy (1973)
- Aljosa Karamazov (1973) – Kolja Kraszotkin
- Kérem a következőt! I. (1973) – Szarka Ferkó (hang)
- …és a holtak újra énekelnek (1974)
- A medikus (1974) – Diák #4
- Az áruló (1974)
- A bohóc felesége (1975) – Márfy Zsolt
- Tornyot választok (1975) – Diák
- Állítsátok meg Arturo Uit! (1975)
- Igen, igen… avagy hogyan lesz valakiből felnőtt (1976)
- Luther Márton és Münzer Tamás (1976)
- Vízipók-csodapók I. (1976 [1982 mozifilmként]) – Első tegzes (hang)
- A lányom barátnője (1977) – Jani
- Aki szeretni gyáva (1977)
- Vakáción a Mézga család (1978) – Amerikai matróz #2 (hang)
- Zenés TV Színház: Boccaccio (1978) – Pietro
- Misi Mókus kalandjai (1980 [1982 mozifilmként]) – Sárkány Omár (hang)
- Vuk 1-4. (1980 [1981 mozifilmként]) – Második liba (hang)
- Zenés TV Színház (1980-1981)

- Eljegyzés lámpafénynél (1980) – Pierre
- Sybill (1981) – Poire
- Kíváncsi Fáncsi I. (1984) – Mókus (hang)
- Zenés TV Színház (1984-1989)

- Fortunio dala (1984) – Friquet
- Madame Pompadour (1985)
- Italománia, avagy operaest pezsgővel (1989) – Oliver, fiatal zeneszerzõ
- A kék egér I. (1997) – Lórika (hang)
- Família Kft. VIII-IX. (1998-1999) – Erdős
- Földindulás (2014)

## Szinkronszerepei
- Atomcsapat: Alpha 5 – Richard Steven Horvitz
- Az erőszak városa: Weber – Telly Savalas
- Balto: Borisz – Bob Hoskins
- Blues Brothers: Joliet” Jake Blues – John Belushi
- Csillagok háborúja IV: Egy új remény: C-3PO – Anthony Daniels
- Csillagok háborúja V: A Birodalom visszavág: C-3PO – Anthony Daniels
- Csillagok háborúja VI: A jedi visszatér: C-3PO – Anthony Daniels
- Elátkozottak: Martin Von Essenbeck – Helmut Berger
- A Notre Dame-i toronyőr: Clopin – Paul Kandel
- Az elsüllyedt világok: Bakk (tobzoska)
- Féktelen száguldás: Wally Baird – Paul Eiding
- Folytassa a Khyber-szorosban!; Widdle közlegény – Charles Hawtrey
- Halló, halló!: Gen. Erich von Klinkerhoffen – Hilary Minster
- Hazudós Jakab: Jakob Heim – Robin Williams
- Hüvelyk Matyi: Hüvelyk Matyi – Russ Tamblyn
- Irma, te édes: Lefevre felügyelő – Herschel Bernardi
- Kalandpark: Mr. Lewin – Josh Pais
- Kicsi kocsi kalandjai: Tennessee Steinmetz – Buddy Hackett
- Lopott csók: Antoine Doinel – Jean-Pierre Léaud
- Orfeusz alászáll: Valentine Xavier – Marlon Brando
- Óvakodj az idegentől!: Dudakoff – Eugene Lipinski
- Ördögöt a farkánál: Benzinkutas fiú – Xavier Gélin
- Robin Hood a fuszeklik fejedelme: Rottingham bírája
- Rocco és fivérei: Cecchi – Paolo Stoppa
- Szabadnapos baba: Norby – Joe Pantoliano
- Váratlan vendég: Eric Birling – Bryan Forbes
- Egy úr az űrből : Mork – Robin Williams